# Agustín Barrios (actor)
Agustín Barrios ( Argentina, ?  -  1965 ) fue un actor argentino de cine y teatro. Estuvo casado con la actriz María Esther Duckse.
Integró con su esposa una compañía teatral que realizó giras por las provincias argentinas representando comedias populares. Intervino en varias obras teatrales y en 1951 mientras trabajaba en la obra Prontuario en el Teatro Astral se le pidió su firma en una nota en la que se propiciaba la reelección del presidente Juan Domingo Perón y al negar su adhesión al igual que otros intérpretes como Alberto de  Mendoza y Claudio Martino, el teatro fue clausurado y la obra dejó de representarse.

## Filmografía
- Una máscara para Ana   (1966)
- Canuto Cañete, detective privado   (1965) …Miembro del directorio
- Asalto en la ciudad   (1961)
- Se necesita un hombre con cara de infeliz   (1954) …Doctor
- Filomena Marturano   (1950)
- Danza del fuego   (1949)
- Hoy cumple años mamá   (1948)
- Casa de muñecas   (1943)
- El gran secreto   (1942)
- Cuando canta el corazón   (1941) …Federico
- Novios para las muchachas   (1941)
- Veinte años y una noche   (1941)
- Flecha de oro   (1940)
- La vida de Carlos Gardel   (1939)